# Percepción extrasensorial
Se llama percepción extrasensorial o sexto sentido, incluye la supuesta percepción de información no obtenida a través de los sentidos físicos reconocidos, sino con la mente. El término fue adoptado por el psicólogo de la Universidad de Duke, J. B. Rhine, para designar distintas capacidades psíquicas como la telepatía, la psicometría, la clarividencia y su funcionamiento transtemporal como precognición o retrocognición. Todos estos fenómenos se tratan de pseudociencias.

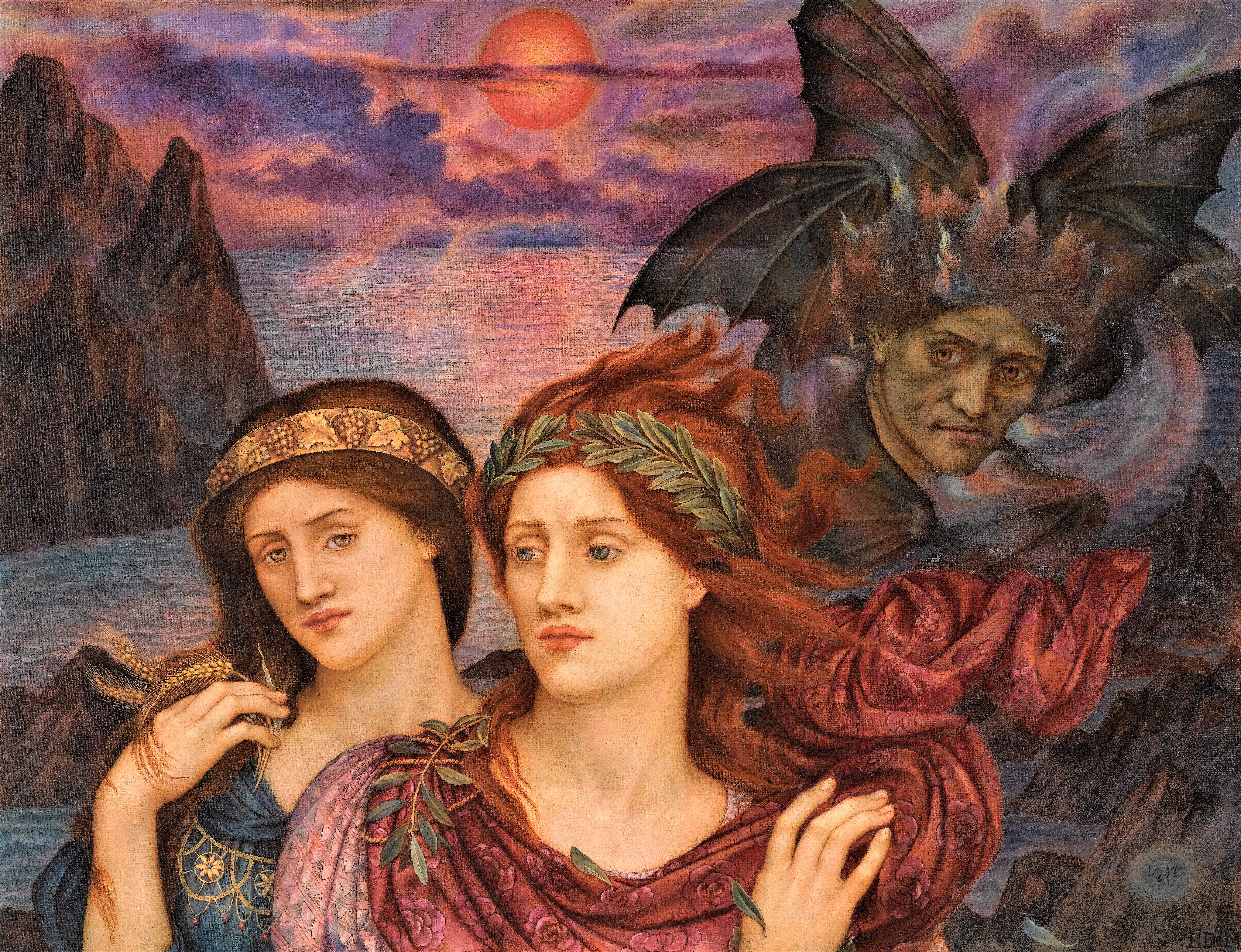
La visión, de Evelyn de Morgan (1914)

Las visiones son una forma de percepción extrasensorial mediante las cuales una persona percibe información sobre acontecimientos futuros antes de que sucedan (precognición), o sobre cosas o acontecimientos en lugares remotos (visión remota). Actualmente existen pruebas científicas demostrables sobre estos fenómenos. El Dr. Rupert Sheldrake PhD en la Universidad de Oxford, Dr. Dean Radin PhD fundador del Instituto de Ciencias Noéticas en California son dos ejemplos. Podría también englobarse aquí la Noesiología y Noesiterapia, ciencia  practicada durante 45 años con inmejorables resultados clínicos (0% margen de eventos de error) por el Dr. médico y cirujano Dr. Ángel Escudero Juan. Sin embargo, y ante toda la evidencia acumulada a nivel mundial, este término y los temas que comprende siguen siendo tabú. Sólo los servicios de inteligencia militar de ciertos países (Israel, USA, Rusia) siguen aplicando y desarrollando estos usos de la mente humana. En USA el Instituto Monroe, colaborador habitual de la CIA en estas investigaciones, sigue en activo, profundizando y vulgarizando algunos de sus hallazgos sobre esta realidad ya demostrable.   

## Historia de la percepción extrasensorial
El término percepción extrasensorial (por sus siglas en inglés ESP) fue acuñado por Joseph Banks Rhine, pero la noción de la percepción extrasensorial existe desde la antigüedad. Los antiguos chamanes u oráculos basaban su trabajo en el supuesto uso de poderes sobrenaturales para obtener conocimiento, como son la precognición o la clarividencia. Ancestralmente siempre se ha relacionado el uso de estos poderes con alguna deidad o poder diabólico, no siendo hasta el siglo XX cuando, además, se intenta profundizar y darle una explicación científica o más esotérica.

### Joseph Banks Rhine
Joseph Banks Rhine (29 de septiembre de 1895-20 de febrero de 1980), pionero en el campo de la parapsicología, representa un antes y un después en el estudio de estas capacidades extrasensoriales. 
Realizó en la década de 1930 junto con su mujer en la Universidad de Duke (Carolina del Norte) una serie de experimentos en los que se usaban las cartas Zener, inventadas para realizar pruebas sobre estas posibles capacidades extrasensoriales como la telepatía

### Experimentos
Los experimentos consistían en barajar un mazo de estas cartas y ser sacadas por un supervisor, el cual seleccionaba una sin que el sujeto del estudio la viera, teniendo este que adivinarla posteriormente.
En las conclusiones de este experimento, según Rhine, la probabilidad de tener algún poder extrasensorial y no deberse el acierto al azar era de 1 entre 1 000 000, no pudiendo deberse el acierto a algo casual.
Posteriores estudios de otros grupos desarrollados en distintos momentos durante los 50 años posteriores disminuyeron la probabilidad del acierto casual a 1 opción entre 14 millones.
No obstante, parte de la comunidad científica no acepta los resultados al no poder reproducirse y al tener sospechas de manipulación de los mismos, como es el caso del propio Joseph Banks Rhine, en el que se ve cuestionada la veracidad de sus experimentos por su propia esposa (copartícipe en los experimentos) en el libro escrito por ella en la que declara ser testigo de la manipulación de los datos para falsear los resultados.

Imagen de las Cartas Zener

## Debate sobre la existencia de la percepción extrasensorial
Partidarios de la existencia de la percepción extrasensorial señalan los numerosos estudios científicos que parecen ofrecer resultados en barreras sociológicas más que científicas a la investigación, y en la negación de la financiación de más estudios y desarrollo teórico.[cita requerida]

### Dificultad de la prueba
La ausencia de resultados positivos y reproducibles es una razón por la que científicos y materialistas concluyen que la existencia de estos fenómenos no se puede establecer científicamente por otra cosa que no sean evidencias estadísticamente fuertes de estudios correctamente controlados en laboratorio.
La principal discusión actual sobre la percepción extrasensorial gira en torno a si se han logrado ya tales pruebas de laboratorio estadísticamente convincentes. Algunos disputan la interpretación positiva de los resultados obtenidos en estudios científicos sobre percepción extrasensorial, pues los resultados más convincentes y reproducibles son todos estadísticamente pequeños o moderados.[cita requerida] Los críticos de la percepción extrasensorial arguyen que los sobre percepción extrasensorial, a pesar de lo cual su existencia se considera bien fundada.[cita requerida]

### Críticas generales
Las afirmaciones sobre la existencia de la percepción extrasensorial han estado sujetas a repetidas críticas de que el sujeto no poseía dicha habilidad: después de varios experimentos, el sujeto no mostró habilidad extrasensorial.[cita requerida]
El psicólogo social David Myers afirma que «nunca se ha descubierto un fenómeno extrasensorial reproducible, ni nadie ha producido alguno que sea capaz de demostrar la habilidad psíquica». Esta posición también es sostenida por varios psicólogos e investigadores incluyendo al ilusionista James Randi.